# Stuorrajaure (Jokkmokks socken, Lappland, 738283-173273)
Stuorrajaure är en sjö i Jokkmokks kommun i Lappland och ingår i Råneälvens huvudavrinningsområde. Sjön har en area på 0,109 kvadratkilometer och ligger 230 meter över havet.

## Delavrinningsområde
Stuorrajaure ingår i det delavrinningsområde (737852-173617) som SMHI kallar för Ovan Skajtebäcken. Medelhöjden är 260 meter över havet och ytan är 58,36 kvadratkilometer. Räknas de 8 avrinningsområdena uppströms in blir den ackumulerade arean 228,85 kvadratkilometer. Sör-Lillån (Aimobäcken) som avvattnar avrinningsområdet har biflödesordning 2, vilket innebär att vattnet flödar genom totalt 2 vattendrag innan det når havet efter 112 kilometer. Avrinningsområdet består mestadels av skog (64 procent) och sankmarker (34 procent). Avrinningsområdet har 0,49 kvadratkilometer vattenytor vilket ger det en sjöprocent på 0,8 procent.